# Bernardia venezuelana
Bernardia venezuelana är en törelväxtart som beskrevs av Julian Alfred Steyermark. Bernardia venezuelana ingår i släktet Bernardia och familjen törelväxter.
Artens utbredningsområde är Venezuela. Inga underarter finns listade i Catalogue of Life.